# Тираспольский уезд
Тира́спольский уе́зд — административно-территориальная единица Херсонской губернии Российской империи с центром в городе Тирасполе, существовавшая с 1803 по 1923 годы.
Сегодня территория бывшего уезда представлена Дубоссарским, Григориопольским и Слободзейским районами непризнанной Приднестровской Молдавской Республики, а также Раздельнянским районом Одесской области Украины.

## История
Возникновение Тираспольского уезда связано с подписанием 27 декабря 1791 года Ясского мирного договора между Российской и Османской империями, согласно которому к России переходили территории к западу от реки Южный Буг до реки Днестр. Важным событием, предшествующим возникновению Тираспольского уезда стало строительство в 1792 году Тираспольской крепости, при которой почти сразу же начал развиваться город.
С 1792 по 1795 года Тирасполь был центром Очаковской области. С 1795 по 1797 гг. существовал совместно с Балтским и Ольгопольским уездами в границах одной губернии — Вознесенской. С 1797 по 1802 гг. Тираспольский уезд находился в составе созданной Павлом I Новороссийской губернии. В этот период в состав уезда входили такие города как Одесса (Хаджибей), Балта, Дубоссары, Овидиополь и Григориополь, Менее года, с 8 октября 1802 по 15 мая 1803 года, уезд просуществовал в составе созданной Александром I Николаевской губернии. В 1803 году губерния была переименована из Николаевской в Херсонскую. Изначально в неё вошли 4 уезда: Херсонский, Александрийский, Елисаветградский, Ольвиопольский. На протяжении трёхлетнего периода (1803—1806 гг.) административная принадлежность уезда остаётся неопределённой, а с 1806 года Тираспольский уезд становится составной частью Херсонской губернии. Позже в рамках Херсонской губернии выделяются два градоначальства — Одесское и Николаевское, а затем два уезда — Одесский и Ананьевский. В течение 1825—1827 гг. был сформирован Одесский уезд: от Тираспольского уезда к нему перешли 21806 жителей, 578325 десятин земли, а в Тираспольский включили 5640 жителей и 268840 десятин земли из соседнего Ольвиопольского уезда. Осенью 1834 г. Тираспольский уезд (990 тысяч десятин) снова был разделён, и примерно половина его территории стала основой вновь созданного Ананьевского уезда. С середины 30-х годов XIX века границы оставшейся части Тираспольского уезда не подвергались изменениям, и эта стабильность продолжалась до 20-х годов XX века.

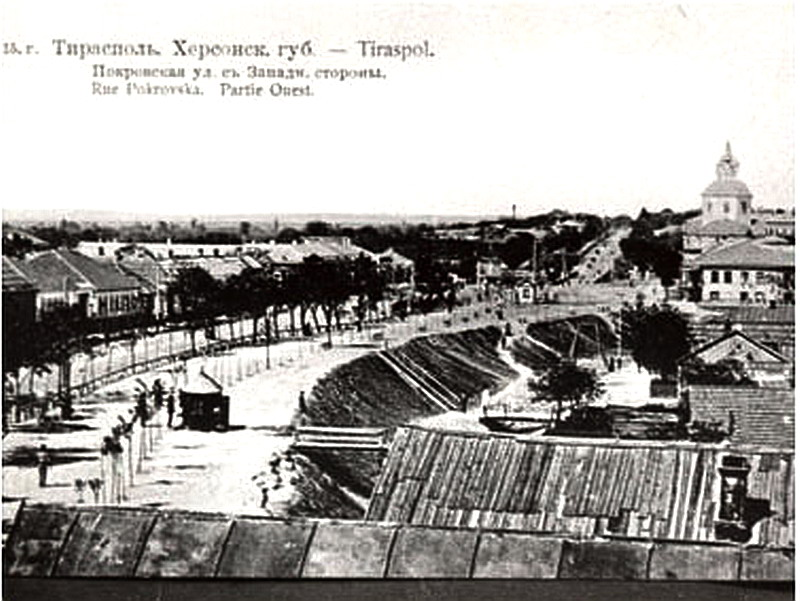

Система расселения Тираспольского уезда формируется на основе строительства городов Днестровской оборонительной линии, создаваемой в военно-фортификационных целях.
С первых дней своего существования Тираспольский уезд стал пополняться самым разнообразным по социальному положению населением. По разрешению А. В. Суворова здесь осела часть казаков Екатеринославской казачьей конницы. В новый пограничный район стали стекаться евреи из Киевской, Подольской, Волынской губерний, появилось множество кочевников — цыган. К концу первой половины XIX века в уезде насчитывалось 145670 десятин пахотных земель; сёл и деревень с количеством дворов от 10 до 50 было 155. Во время X (1858—1859 гг.) ревизии всех населённых пунктов Тираспольского уезда, вместе с городами (Тирасполь, Григориополь и Дубоссары) считалось 318. В Тираспольском уезде к 1859 году насчитывалось 15077 дворов. Население уезда составило 85494 человека, в то время как в 1803 году население этого региона составляло порядка 20 тысяч жителей.

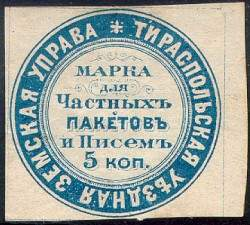

За 56 лет произошло четырёхкратное увеличение демографического потенциала и это при том, что годы 1804—1815, 1828—1829 были военными, 1820—1821, 1827, 1839, 1843—1845 и 1851 — неурожайными, в 1830—1831, 1849 здесь свирепствовала холера, 1853—1856 — неурожай, война и ликвидация последствий Крымской войны.
Интенсивный рост населения Тираспольского уезда продолжался и во второй половине XIX столетия, что также было обусловлено применением российским правительством активных мер в части заселения всего Новороссийского края.
В 1920 году Тираспольский уезд вошел в состав Одесской губернии, которая была выделена из Херсонской губернии в 1920 году. В 1923 году в связи административно-территориальной реформой в УССР Тираспольский уезд был упразднен. Его территория была включена в Одесский округ, в составе которого был образован Тираспольский район. В 1924 году значительная часть бывшего Тираспольского уезда, а также территория Балтского округа, ряд населённых пунктов Тульчинского округа УССР были переданы в состав вновь создаваемой Молдавской Автономной Социалистической Советской Республики (МАССР). Инициатива создания МАССР принадлежала группе бессарабских беженцев и румынских политических эмигрантов (Г. Котовский, И. Дическу-Дик, А. Бадулеску, П. Ткаченко и др.) и мотивировалась необходимостью усилить давление на Румынию по бессарабскому вопросу, а также необходимостью распространения национальной политики советской власти на молдаван Левобережья Днестра.
Решение ЦИК УССР об образовании МАССР было принято под давлением руководства СССР (И. Сталина, Л. Каменева и др.)

## Население
По переписи 1897 года население уезда составляло 240 145 человек, в том числе в городе Тирасполь — 31 616 жителей, в заштатных городах Дубоссары — 12 089 жителей, Григориополь — 7605 жителей.

### Национальный состав
Национальный состав по переписи 1897 года:
- украинцы (малороссы) — 80 049 чел. (33,3 %),
- молдаване — 59 754 чел. (24,9 %),
- русские — 40 703 чел. (16,9 %),
- евреи — 23 811 чел. (9,9 %),
- немцы — 23 527 чел. (9,8 %),
- болгары — 8801 чел. (3,7 %)

## Административное деление
В 1863 году Тираспольский уезд делился на три стана. 1 стан с центром в м. Понятовке графа Понятовского, 2 стан с центром в м. Богуславке графов Гроссул-Толстых, 3 стан — в м. Захарьевке князей Аргутин и Долгоруких. Волостные управления размещались в: с. Кошарке, с. Захарьевке, с. Реймаровке, с. Павловке (Тумановой), с. Васильевке (Малегоновой), с. Новопетровском, с. Розальевке, м. Понятовке, с. Брашевановке, с. Демидовке, м. Евгениевке, с. Петровке.
Также в уезде были отдельные колонии: Гофнунгсталь, Парканы, Катаржина. Колонии, находившиеся на землях, приобретенных колонистами в собственность: Бердона (еврейская колония, находилась в ведомстве Попечительного Комитета об иностранных поселенцах), Клейн-Нейдорф, Ней-Глюксталь, Розенфельд, Гнаденфельд.
По состоянию на 1886 год уезд делился 24 волости. Проживало 93763 человека (45086 мужчин, 43677 женщин). Площадь 223516 десятин.
- Буторская (1 стан)
- Гликстальская (3 стан)
- Горьевская (2 стан)
- Гофнунгстальская (2 стан)
- Демидовская (2 стан)
- Дубовская (3 стан)
- Евгеньевская (2 стан)
- Захарьевская (3 стан)
- Касельская (1 стан)
- Катаржинская (2 стан)
- Коротнянская (1 стан)
- Кошарская (3 стан)
- Лунговская — в пригороде Дубоссар и Григорополя.
- Малаештская (1 стан)
- Малигоновская (3 стан)
- Ново-Петровская (1 стан)
- Парканская
- Петроверовская (2 стан)
- Плосковская (1 стан)
- Понятовская (2 стан)
- Розальевская (1 стан)
- Розенфельдская (2 стан)
- Россияновская (3 стан)
- Слободзейская (1 стан)

В 1913 году в состав уезда входило 21 волость:
| - Гликстальская — с. Гликсталь, - Гофнунгстальская — с. Цебрикова, - Демидовская — с. Демидовка, - Дубовская — с. Дубовое, - Евгениевская — д. Евгениевка, - Захарьевская — м. Захарьевка, - Кассельская — с. Кассель, - Катаржинская — с. Катаржина, - Короткянская — с. Короткое, - Лунговская — с. Лунга, - Малаештская 1-я — с. Малаешты 1-е, | - Малаештская 2-я — с. Малаешты 2-е, - Малигоновская — с. Малигонова, - Ново-Петровская — м. Михайловка, - Парканская — с. Парканы, - Петроверовская — м. Петроверовка, - Плосковская — с. Плоская, - Понятовская — м. Понятовка, - Россияновская — д. Россиянка, - Слободзейская — с. Слободзея, - Ташлыкская — с. Ташлык |

На 1 марта 1921 года уезд состоял из 23 волостей и города Тирасполя.
| 1. Глинская. 2. Демидовская. 3. Дубовская. 4. Евгеньевская. 5. Захарьевская. 6. Катаржинская. 7. Поморевская. 8. Коротнянская. 9. Лунговская. 10. Малаештская 1-я. 11. Малаештская 2-я. 12. Малигоновская. 13. Петроверовская. | 14. Ново-Петровская. 15. Розальевская. 16. Парканская. 17. Слободзейская. 18. Степановская. 19. Плосковская. 20. Понятовская. 21. Россияновская. 22. Цебриковская. 23. Ташлыкская. г. Тирасполь |